# コヴェントリー・ビルディング・ソサエティ・アリーナ
コヴェントリー・ビルディング・ソサエティ・アリーナ (The Coventry Building Society Arena) は、イングランド、ウェスト・ミッドランズ州コヴェントリーにあるスタジアム。コヴェントリー・シティFCがホームスタジアムとして2005年から使用している。収容人数は32,500名。コベントリー・ビルディング・ソサエティが10年契約の命名権を取得した。旧称リコー・アリーナ (Ricoh Arena)。

## 概要
1899年から106年間、本拠地だったハイフィールド・ロードが老朽化で閉鎖する代わりに新スタジアムを建設、2005年に開場した。
コヴェントリー北部の再開発として市が主導し、建設された。スタジアム、ファンショップの他、売上高世界第3位のテスコのショッピングセンター、カジノやホテル、フィットネスクラブ、市内に不足していたコンベンションセンターやカンファレンスルームなどを併設した。さらに地元の子どもを対象とした教育指導、IT教育、16～18歳程度のハイティーン向けのスポーツビジネスについてのプログラムも行っている。
このようにスタジアム機能だけでなく、様々な設備を取りそろえ試合のない日でも人々があつまる「複合型スタジアム」として世界から参考にされることも多い。
また、コンサートの開催もあり、ブライアン・アダムス、ボン・ジョヴィ、レッド・ホット・チリ・ペッパーズのライブが開催された。
2012年のロンドン五輪サッカー競技におけて男女合わせて12試合使用された。2022年の英連邦大会でもスタジアムで7人制ラグビーが、アリーナで柔道とレスリングが実施。ただし国際オリンピック委員会（IOC）は、企業名等を付した会場での開催を認めていないため、大会期間中はシティ・オブ・コヴェントリー・スタジアム（英語: City of Coventry Stadium）と呼ばれる。

## 入場者数

### 平均入場者数
@ ハイフィールド・ロード
- 2004-2005（チャンピオンシップ）: 16,048[4]

@ リコー・アリーナ
- 2005-2006（チャンピオンシップ）: 21,302[4]
- 2006-2007（チャンピオンシップ）: 20,342[4]
- 2007-2008（チャンピオンシップ）: 19,123[4]
- 2008-2009（チャンピオンシップ）: 17,451[4]

### 最多入場者数
- ワスプス 21–26 レスター・タイガース（プレミアシップ・ラグビー、ラグビーユニオン、2015年5月9日）: 32,019
- ワスプス 14–24 バース（プレミアシップ・ラグビー、ラグビーユニオン、2018年12月23日）: 31,626[5]
- コヴェントリー・シティ 0-2 チェルシー（FAカップ準々決勝、サッカー、2009年3月7日）: 31,407[6]
- コヴェントリー・シティ 0–3 クルー・アレクサンドラ（EFLトロフィーエリア決勝、サッカー、2013年2月5日）: 31,054[7]
- U-21イングランド 1-0 U-21ドイツ（UEFA U-21欧州選手権予選、サッカー、2006年10月6日）: 30,919[8]
- サラセンズ 16-18 マンスター（ハイネケンカップ準決勝、ラグビーユニオン、2008年4月27日）: 30,325[9]

## ギャラリー

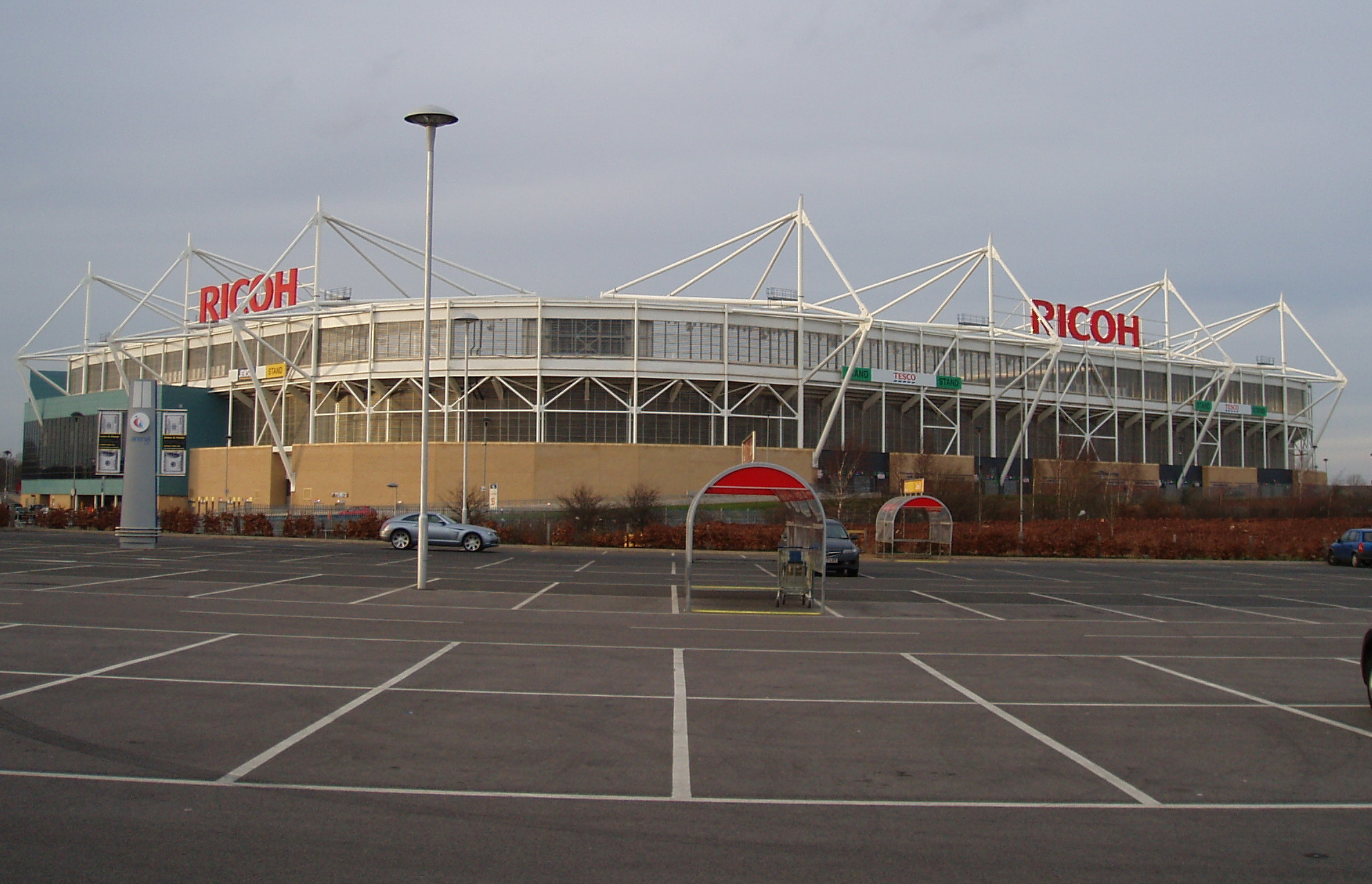
スタジアム外観